# ハイ・ハイ・ハイ
「ハイ・ハイ・ハイ」(Hi, Hi, Hi)は、ウイングスが1972年に発表したシングル曲。

## 解説
ポール・マッカートニーがスペイン滞在中に作曲。『レッド・ローズ・スピードウェイ』のセッションでレコーディングされ、1972年12月1日、同アルバムに先立ち「C・ムーン」との両A面扱いでリリースされた。ウイングスのシングルでは3枚目に当たる。「歌詞の一部に性的で猥褻な表現がある」との理由でBBCから放送禁止処分を受けた。またBBCはハイハイハイが、ドラッグでハイになるという、ダブル・ミーニングではないかという見方もしていた。シングル発売前のライヴで披露されていたこともあってイギリスで5位、アメリカで10位を記録。ウイングス初のベスト10シングル入りを果たした。70年代のウイングスのライブでは、定番曲として演奏された
なお、日本盤シングルのジャケットでは、見開きの両面にそれぞれマッカートニーとウイングスそれぞれの写真を配しているが、誤っていずれも写真が裏焼き印刷され、左利きのマッカートニーが右手で弦を弾く、となっていたが、のちに修正された。
オリジナル・アルバムには未収録だったが「ポール・マッカートニー・コレクションシリーズ」のCD『レッド・ローズ・スピードウェイ』にボーナス・トラックとして収録。ベスト・アルバムでは『グレイテスト・ヒッツ』及び『ウイングスパン』に収録されている。また『ウイングスU.S.A.ライヴ!!』にライヴ・バージョンが収録されている。

## 収録曲
| #         | タイトル                         | 作詞・作曲                                    | 時間 |
| --------- | -------------------------------- | --------------------------------------------- | ---- |
| 1.        | 「ハイ・ハイ・ハイ」(Hi, Hi, Hi) | ポール・マッカートニー リンダ・マッカートニー | 3:08 |
| 2.        | 「C・ムーン」(C Moon)            | ポール・マッカートニー リンダ・マッカートニー | 4:34 |
| 合計時間: | 合計時間:                        | 合計時間:                                     | 7:42 |

## 演奏者
- ポール・マッカートニー - ボーカル、バッキング・ボーカル (#1)、ベースギター (#1)、コルネット (#2)、ピアノ (#2)
- リンダ・マッカートニー - バッキング・ボーカル、オルガン (#1)、タンバリン (#2)
- デニー・レイン - バッキング・ボーカル、エレキ・ギター (#1)、ベースギター (#2)
- ヘンリー・マカロック - エレキ・ギター (#1)、ドラムス (#2)
- デニー・シーウェル - ドラムス (#1)、カウベル (#1)、コルネット (#2)、シロフォン (#2)
- ヘザー・マッカートニー - バッキング・ボーカル (#2)
- メアリー・マッカートニー - バッキング・ボーカル (#2)

## 書籍
- 『Paul McCartney: Recording Sessions (1969-2013)』 Luca Perasi著 出版社：L.I.L.Y. Publishing 2013年10月 ISBN 978-88-909122-1-4